# Hakosberge

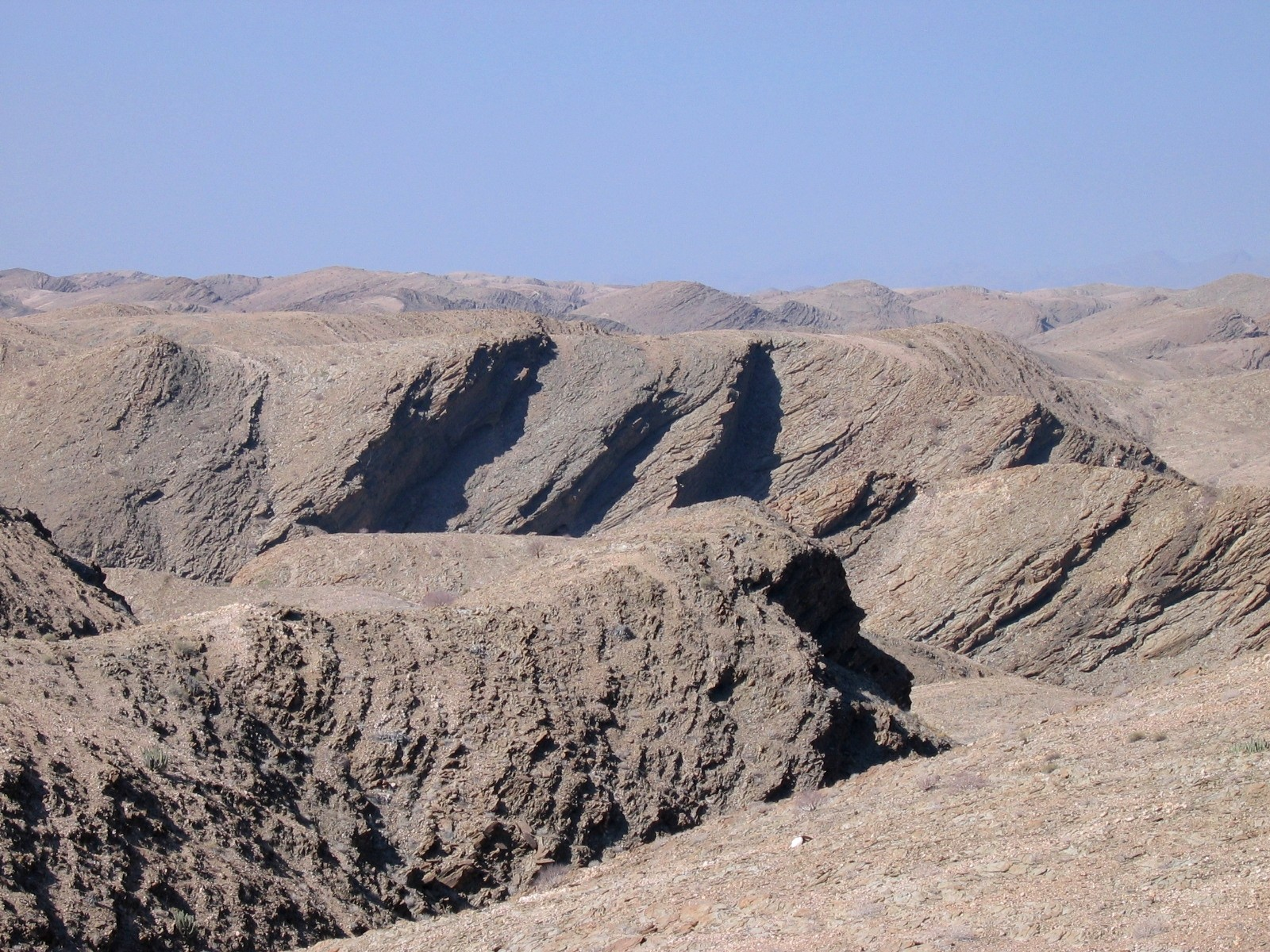
Kuiseb-Canyon

Die Hakosberge sind ein Gebirge in Zentralnamibia, etwa 130 Kilometer südwestlich der Hauptstadt Windhoek gelegen. Der höchste Berg der Hakosberge ist der Gamsberg, ein markanter Tafelberg mit 2347 Metern Höhe. Auf Straßen können die Hakosberge über Gamsberg-Pass (1494 m) und Us-Pass (1812 m) gequert werden. Insbesondere die Gegend um den Gamsberg eignet sich für Wanderungen.
Die Hakosberge bieten ideale Bedingungen zur Sternenbeobachtung. Neben der Internationalen Amateur-Sternwarte direkt in den Hakosbergen befindet sich unmittelbar östlich das HESS-Teleskop auf Göllschau.
Durch die Hakosberge, die zur Großen Randstufe gehören, schneidet der Kuiseb-Canyon. Südlich der Hakosberge liegen die Naukluftberge.